# Дом ужасов доктора Террора
«Дом ужасов доктора Террора» (англ. Dr. Terror's House of Horrors) — британский фильм, снятый режиссёром Фредди Френсисом в 1965 году. Является своеобразной пародией на расхожие сюжеты жанра.
Первый из серии фильмов-антологий, снятых студией Amicus Productions.

## Сюжет
В купе поезда, едущего в Бреди, собираются несколько человек. Среди них оказывается чудаковатый доктор Шрек (который переводит свою фамилию как доктор Террор) с колодой Таро (которую он называет домом ужасов). Доктор обещает, что четыре карты предскажут судьбу, а пятая покажет, как её можно изменить. Ради забавы молодые люди соглашаются на это.
Первая история — «Werewolf». Выпали арканы «Колесница», «Папесса», «Луна», «Сила». Архитектор Джим Доусон едет в свой родовой дом, который он продал миссис Биддалф. Здесь он встречает своего старого слугу Калеба и его внучку Вальду. И снова хозяйка радушно встречает архитектора и предлагает ему перепланировать зал. В подвале Доусон находит саркофаг оборотня Козмо Вольдемара, который 200 лет назад поклялся, что он завладеет домом, а его место в могиле займёт владелец замка. Джим решает вскрыть саркофаг, однако у него не находится подходящего инструмента. В это время монстр покидает свою обитель. Ночью на Вальду нападает какое-то существо. Доусон решает быть во всеоружии и переливает старое серебряное распятие в пули. Ими он пытается стрелять в волка, проникшего в дом, но безрезультатно. Тут миссис Биддалф демонстрирует архитектору пули. Она — вдова Козмо. Биддалф сообщает, что Козмо Вольдемар вернётся, когда его в гробу заменит не владелец дома, а потомок человека, убившего оборотня… Шрек открывает для Доусона пятую карту. Это XIII аркан — «Смерть».
Вторая история — «Creeping Vine». Выпали арканы «Дурак», «Фокусник», «Повешенный», «Солнце». Билл Роджерс вместе с женой и дочерью возвращается домой после отпуска. Там они обнаруживают странное плющевидное растение, которое растёт слишком быстро. Тогда он обращается за помощью к ботаникам. Один из них (Дрейк) едет в дом к Роджерсам. В это время растение душит собаку хозяев. Ботаники не исключают, что растение представляет собой следующую эволюционную стадию и обладает интеллектом. Следующей жертвой растения становится Дрейк. Второй ботаник обнаруживает, что для борьбы можно использовать огонь, но плющ находит способ справиться и с этим. Билл и его семья становятся заложниками в своём доме… Шрек открывает для Роджерса пятую карту. Это XIII аркан — «Смерть».
Третья история — «Voodoo». Выпали арканы «Суд», «Мир», «Башня», «Дьявол». Бифф Бейли — джазовый музыкант. По контракту он едет в Вест-Индию, на остров Паити, город Дюпон (названия, видимо, должны ассоциироваться с Гаити). Здесь Бейли узнаёт о странном вероучении — вуду. Заинтересовавшись, Бифф направляется в лес, чтобы увидеть церемонию, посвящённую богу Дамбалы, во время которой джазмен запоминает основной музыкальный мотив. Музыканта замечают участники действа, однако позволяют ему уйти, предупредив, что мелодию нельзя использовать. Вернувшись в Англию, Бейли тем не менее делает аранжировку мелодии. Во время её исполнения в мюзик-холле поднимается ветер, что заставляет посетителей уйти. Друг уговаривает Биффа уничтожить ноты, однако Бейли приносит их домой. Тогда Дамбала приходит к нему… Шрек открывает для Бейли пятую карту. Это XIII аркан — «Смерть».
Четвёртая история — «Disembodied Hand». Карты не показаны. Язвительный художественный критик Франклин Марш со смаком критикует картины Эрика Лэндора. Тогда владелица галереи представляет критику картину «начинающего художника». Марш даёт картине высокую оценку, на что владелица приводит автора — шимпанзе. Затем Лэндор смеётся над критиком. Разъярённый Марш сбивает своей машиной художника, в результате Лэндор лишается кисти правой руки, то есть не может дальше рисовать картины. Он кончает жизнь самоубийством, а Марша начинает преследовать оторванная кисть художника. Даже сожжение и утопление не может её уничтожить. Когда Марш едет по загородной дороге, он видит на дворниках машины кисть, что приводит к аварии. В результате критик теряет зрение… Шрек открывает для Марша пятую карту. Это XIII аркан — «Смерть».
Пятая история — «Vampire». Выпали арканы «Императрица», «Отшельник», «Звезда», «Влюблённые». Доктор Боб Кэррол возвращается домой в США со своей молодой женой — француженкой Николь. Ночью Николь кусает летучая мышь. Затем Боб и его напарник доктор Блейк наблюдает странный клинический случай анемии у мальчика. Ночью Блейк встречает в своём доме Николь, которая приняла облик летучей мыши. Тогда Блейк идёт ночевать в комнату мальчика и при появлении мыши стреляет в неё. Теперь он уверен, что Николь — вампир. Блейк агитирует Кэррола вогнать осиновый кол в сердце жены. Наутро полицейские арестовывают доктора. Он пытается апеллировать к Блейку, но тот говорит, что ничего не знает. Когда Боба уводят, Блейк иронически замечает, что «этот город маловат для двух докторов и двух вампиров»… Шрек открывает для Кэррола пятую карту. Это XIII аркан — «Смерть».
Пассажиры требуют, чтобы Шрек показал карту для себя. Он соглашается — это снова XIII аркан. Здесь освещение в вагоне на мгновение гаснет, а доктор Шрек исчезает. Поезд останавливается на конечной станции. Молодые люди выходят на перрон, однако тот выглядит как-то странно. Здесь они находят газету, где сообщается, что пять пассажиров погибли в железнодорожной катастрофе. На перроне молодые люди видят своего попутчика, но в его настоящем облике — облике Смерти.

## В ролях
- Питер Кушинг — доктор Шандор Шрек
- Кристофер Ли — Франклин Марш
- Макс Адриан — доктор Блейк
- Энн Белл — Энн Роджерс
- Майкл Гоф — Эрик Лэндор
- Дженнифер Джэйн — Николь
- Нил МакКаллум — Джим Доусон
- Бернард Ли — Хопкинс
- Рой Кастл — Бифф Бейли
- Алан Фриман — Билл Роджерс
- Питер Мэдден — Кейлеб
- Кенни Линч — Сэмми Койн
- Джереми Кемп — Дрейк
- Дональд Сазерленд — Боб Кэрролл
- Харольд Лэнг — Шайн
- Урсула Хауэллс — Дейдре Биллалф
- Кристофер Карлос — Врим
- Кэти Вайлд — Вальда
- Эдвард Андердаун — Тод
- Фиби Николлс[англ.] — Кэрол Роджерс
- Исла Блэр — владелица галереи
- Эл Малок — детектив
- Джуди Корнвэлл — медсестра
- Хеджер Уэллес — хирург

## Критика
Крис Коффел из Bloody Disgusting назвал фильм «недооценённой антологией ужасов» и похвалил кинематографию фильма. 
Кинокартина включена Стивеном Кингом в 100 наиболее значимых фильмов жанра с 1950 по 1980 год.